# Martha Warren Beckwith
Martha Warren Beckwith (19 de janeiro de 1871 - 28 de janeiro de 1959) foi uma folclorista e etnógrafa americana, nomeada para a primeira Cadeira do Folclore estabelecida nos EUA. Ela nasceu em Wellesley Heights, Massachusetts.

## Educação e carreira acadêmica
Beckwith se formou no Mount Holyoke College em 1893 e lecionou inglês no Elmira College, Mount Holyoke, Vassar College e Smith College. Em 1906, ela obteve um mestrado em antropologia depois de estudar com Franz Boas na Universidade de Columbia e recebeu seu doutorado em 1918. Em 1920, Beckwith foi nomeada para a Cadeira do Folclore no Vassar College, sendo a primeira pessoa a ocupar uma Cadeira do Folclore em qualquer faculdade ou universidade nos Estados Unidos. Ela se tornou professora titular em 1929 e se aposentou em 1938.

## Pesquisa
Beckwith conduziu pesquisas em vários países da Europa e do Oriente Médio, mas sua pesquisa mais extensa se concentrou no Havaí, na Jamaica e nas Reservas de Nativos Americanos Sioux e Mandan-Hidatsa em Dakota do Norte e Dakota do Sul, onde foi incluída no Clã Prairie Chicken de o Mandan-Hidatsa.